# Gornji Breg
Gornji Breg (en serbe cyrillique : Горњи Брег ; en hongrois : Felsőhegy) est une localité de Serbie située dans la province autonome de Voïvodine. Elle fait partie de la municipalité de Senta dans le district du Banat septentrional. Au recensement de 2011, elle comptait 1 710 habitants.
Gornji Breg, officiellement classé parmi les villages de Serbie, est situé à l'ouest de Senta, à 5 km de la Tisa, sur le bord oriental du plateau de Telečka.

## Démographie

### Évolution historique de la population
| 1948  | 1953  | 1961  | 1971  | 1981  | 1991  | 2002  | 2011  |
| ----- | ----- | ----- | ----- | ----- | ----- | ----- | ----- |
| 1 432 | 1 578 | 1 297 | 1 277 | 2 536 | 2 167 | 1 889 | 1 710 |

|  |